# Newpower Soul (Album)
Newpower Soul ist das dritte Studioalbum von The New Power Generation und das letzte, das zu Prince’ Lebzeiten erschien. Es wurde am 30. Juni 1998 bei dem Label NPG Records / Sony Music Entertainment veröffentlicht und Prince komponierte alle Songs und übernahm auch den Hauptgesang. Die Musik zählt zu den Genres Contemporary R&B, Elektronische Tanzmusik, Funk und Soul, die Liedtexte handeln überwiegend von Sex und Tanzen. Als Gastmusiker wirken Chaka Khan, Clare Fischer, Clark Gayton, Doug E. Fresh, Larry Graham und das Blechbläserquintett Hornheads mit.
Musikkritiker bewerteten Newpower Soul meist negativ und aus kommerzieller Sicht konnte das Album international keinen Gold- oder Platinstatus erreichen. Prince’ Tournee zum Album war aus kommerzieller Sicht ebenfalls nicht erfolgreich, da einige Konzerte in Europa nicht ausverkauft waren. Im Gegensatz zum Album wurde die Tournee von Musikjournalisten aber überwiegend gelobt.

## Entstehung
Aufgrund von Differenzen mit dem Musiklabel Warner Bros. Records hatte Prince seinen Künstlernamen im Jahr 1993 abgelegt und trug stattdessen bis zum Jahr 2000 ein unaussprechbares Symbol als Pseudonym. In dieser Zeit produzierte er unter anderem mit Goldnigga (1993), Exodus (1995) und Newpower Soul drei Studioalben seiner Begleitband The New Power Generation, wobei Newpower Soul als Soloprojekt von ihm bezeichnet werden kann; er hat alle Songs geschrieben und übernimmt bei diesen auch den Hauptgesang. Die Beiträge von The New Power Generation sind im Gegensatz zu den vorherigen beiden Alben überwiegend nicht genau definiert.
Alle Songs nahm Prince in seinem Paisley Park Studio in Chanhassen in Minnesota auf, wobei Clare Fischer als Arrangeur und Dirigent von The NPG Orchestra Streichorchester-Overdubs in den beiden Songs The One und Until U’re in My Arms Again hinzufügte, was in den O’Henry Sound Studios in Burbank in Los Angeles in Kalifornien stattfand.
Gemäß Toningenieur Hans-Martin Buff (* 18. Juni 1969 in Garmisch-Partenkirchen) nahm Prince im November 1996 mit The One den ersten Song auf, den er schließlich auf dem Album Newpower Soul platzierte. Im Mai 1997 spielte er dann die beiden Songs (Eye Like) Funky Music und Shoo-Bed-Ooh ein, die bereits im Juni 1997 als kurze Samples über seine damalige Webseite Love4OneAnother.com heruntergeladen werden konnten. Das Stück Push It Up stammt aus einer unveröffentlichten Remix-Version von dem Song Jam of the Year, der in der Originalversion auf dem Album Emancipation (1996) zu finden ist. Anfang 1997 wurde Jam of the Year für eine mögliche Singleauskopplung neu abgemischt, wobei Doug E. Fresh eine Rappassage übernahm. Aus diesem Remix samt Rappassage von Fresh entwickelte sich der Song Push It Up, den Prince am 12. August 1997 überarbeitete. Während einer dreiwöchigen Pause seiner Jam-of-the-Year-Tour nahm er Ende August 1997 das Stück When U Love Somebody auf, das eine Horn section von der damaligen Prince-Coverband mit Namen „Days of Wild“ enthält und aus den Mitgliedern Clark Gayton, Pierre Baptiste und Wayne Du Maine bestand. Mitte November 1997 spielte Prince Mad Sex ein, ebenfalls während einer Pause von der Jam-of-the-Year-Tour.
Die beiden Songs Come On und Wasted Kisses nahm Prince im Zeitraum von Mai bis Dezember 1997 auf, doch die genauen Aufnahmedaten sind der Öffentlichkeit nicht bekannt. Aber beide Stücke konnten bereits am 2. Januar 1998 bei einer After-Show-Party im Musikklub Tipitina’s in New Orleans in Louisiana über PA-Anlage gehört werden. Die drei Songs Freaks on This Side, Newpower Soul und Until U’re in My Arms Again spielte er von Mai 1997 bis Februar 1998 ein, genaue Aufnahmedaten sind ebenfalls nicht bekannt. Anfang Februar 1998 fügte das Blechbläserquintett Hornheads weitere Overdubs dem Album Newpower Soul hinzu. Mitte 1998 gestaltete Prince im Paisley Park Studio eine Remix-Version von The One.
Prince selbst bezeichnete das Album Newpower Soul gegenüber dem Onlinemagazin Addicted to Noise als „einen persönlichen Meilenstein“, und in einem Interview vom 30. Juli 1998 in seinem Paisley Park Studio mit Melanie B von den Spice Girls beschrieb er es sogar als „geistig politisch“ sowie als das „tollste“, das er bis dato aufgenommen habe. Das Interview veröffentlichte Prince ein Jahr später am 24. August 1999 unter dem Titel Beautiful Strange auf Videokassette.
Dagegen vertrat Toningenieur Hans-Martin Buff die Meinung, Newpower Soul sei Prince’ schlechtestes Album in dessen Karriere, und sagte nach dem Tod des Musikers im Jahr 2016, es „hätte ein härteres Funk-Album“ sein können. „Jeder, mit dem ich zusammengearbeitet habe, hat mich nach meiner Meinung gefragt, außer Prince. Der witzelte stattdessen: ‘Der Tag, an dem Hans sagt: ‘Das kannst du doch besser!’, ist der Tag, an dem er gefeuert wird’“.

## Vermarktung
Im Jahr 1998 lud Prince einige Distributoren aus der Musikindustrie in sein Paisley Park Studio in Chanhassen ein, damit diese sich das Album Newpower Soul anhören konnten. Er wollte, dass sie ihm Alben abkauften, die er dann über sein eigenes Label NPG Records vertreiben konnte. Ein nicht namentlich genannter Händler erzählte dem US-Männermagazin Details, Prince habe für ein Album zehn US-Dollar verlangt und empfohlen, es für 12,99 US-Dollar in den Schallplattenläden zu verkaufen. Er selbst sowie andere anwesende Händler hielten Prince’ Vorschlag aber für unrealistisch; „Wie kann irgendjemand von einer Preiserhöhung von nur drei Dollar Gewinn machen?“ Schallplatten würden nicht „von Zauberhand von Minneapolis nach New York [Entfernung ungefähr 1.635 km Luftlinie] wandern“ und es gebe „einfach nicht genug Geld für alle in der Mitte“, sagte er. Gemäß Details handelten einige einen Preis pro Album für neun US-Dollar aus, andere sogar für acht US-Dollar. „Wenn ich einer dieser Einzelhändler gewesen wäre, der den vollen Preis bezahlt hat und anschließend so etwas herausgefunden hat, wäre ich ziemlich angefressen gewesen“, sagte ein weiterer Händler. Prince’ damaliger Rechtsanwalt L. Londell McMillan (* 1966) teilte Details lediglich mit, einige Händler hätten Rabatte für Alben in großen Mengen erhalten. Weitere Anschuldigungen und Vorwürfe seien jedoch „absolut unwahr“ und Prince’ Preisgestaltung sei „absolut Norm entsprechend“.
Zudem berichtete Details, anfangs habe Prince der allgemein üblichen US-Geschäftsbedingung von 60 Tagen Abrechnungszeitraum nach Erhalt des Albums zugestimmt. Doch 25 Tage nach Auslieferung der Alben habe er seine Meinung geändert und wollte eine Bezahlung innerhalb von 30 Tagen. „Er hat überhaupt keine Ahnung davon, wie die Musikindustrie funktioniert“, meinte ein Händler.
Prince verhandelte auch mit Verantwortlichen von Independent-Labels, die sich größtenteils skeptisch zeigten. Einer sagte über ihn, es sei „ein reines Egoding, ein Label führen zu wollen, ohne wirklich zu wissen wie“. Es herrschte die vorwiegende Meinung, Prince kämpfe ähnlich erfolglos gegen die Musikindustrie wie Pearl Jam im Jahr 1994 gegen Ticketmaster, als die Band einen Prozess gegen den Konzern verlor. Letztendlich stimmte das Major-Label Sony BMG den vertraglichen Bedingungen von Prince zu und vertrieb Newpower Soul weltweit unter den Interpreten The New Power Generation.
Nach eigenen Angaben erhielt Prince damals das meiste Geld von den Bruttoeinnahmen von 140 Millionen US-Dollar, die ein Album samt Tournee einspiele. Genaue Zahlen nannte er aber nicht, doch früher habe er „höchstens sieben Millionen US-Dollar“ bekommen. Von den Einnahmen des Albums Newpower Soul kaufte Prince seiner damaligen Ehefrau Mayte Garcia unter anderem ein Herrenhaus in Marbella an der Costa del Sol, das Garcia im Jahr 2006 aber wieder verkaufte.
Anlässlich der Veröffentlichung von Newpower Soul gab Prince einige Fernsehinterviews, aber meistens sprach er nicht über Musik des Albums, sondern über die – seiner Meinung nach – richtige Entscheidung, sich von Schallplattenfirmen unabhängig gemacht zu haben.

## Gestaltung des Covers
Auf dem Albumcover ist nur Prince und nicht The New Power Generation abgebildet. In seiner rechten Hand hält er ein Mikrofon, das zu einer Schusswaffe geformt ist. Zudem trägt er eine Halskette, die in Form einer Comiczeichnung nachträglich eingefügt wurde. Das Booklet besitzt 14 Seiten, in dem weitere Fotos von ihm und dann auch von den damaligen Mitglieder von The New Power Generation zu sehen sind. Die weiteren Fotos sind größtenteils auch in Form einer Comiczeichnung gestaltet worden.
Artdirector Steve Parke (* 1963) plante eigentlich eine andere Covergestaltung und sagte nach Prince’ Tod im Jahr 2016: „Ich wollte Newpower Soul auf schwarzem Velourspapier drucken, damit es wie ein Retro-Schwarzlicht-Poster aussah. Prince jedoch drängte: ‘Die Leute warten auf dieses Album’. Ich war mit dem fertigen Artwork nicht zufrieden. Wir peitschten das Ding viel zu schnell durch, und anschließend verstaubten die Alben dann sechs Monate lang in einem Lager. […] Wir hatten alle Hochachtung vor ihm, auch wenn wir manchmal gerne ‘Fuck you’ gesagt hätten“.

## Musik und Liedtexte

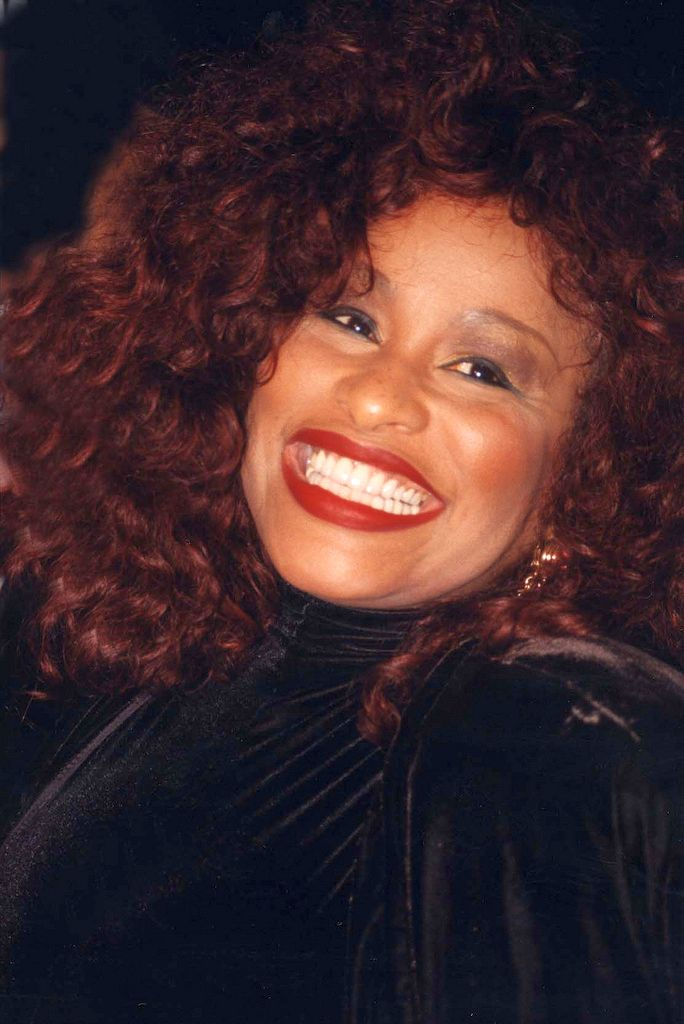
Chaka Khan, 1997

Die Musik zählt zu den Genres Contemporary R&B, Elektronische Tanzmusik, Funk und Soul. Die vier Stücke Shoo-Bed-Ooh, The One, Until U’re in My Arms Again und Wasted Kisses sind R&B-Balladen aus dem Bereich Pop. Dance-Songs wie das Titelstück und Push It Up verleihen dem Album zuweilen eine Party-Atmosphäre. Als Gastsänger wirken Chaka Khan, Larry Graham und Doug E. Fresh mit, der zudem eine Rappassage in dem Stück (Eye Like) Funky Music übernahm.
Die Liedtexte singt Prince überwiegend melodisch vertont, in dem für ihn typischen Falsett-Gesang ist er ebenfalls zu hören. Vereinzelt trägt er den Liedtext passagenweise auch im Sprechgesang vor, wie beispielsweise im Titelstück, wenn er alle Songtitel des Albums in der angegebenen Tracklist erwähnt. Wie nur schon durch Songtitel wie (Eye Like) Funky Music, Freaks on This Side und Mad Sex deutlich wird, handeln die Liedtexte überwiegend von Tanzen und Sex. Über den Liedtext von Until U’re in My Arms Again spekulierten einige Medien, dieser könne von Prince’ verstorbenem Sohn (* 16. Oktober 1996; † 23. Oktober 1996) handeln. Prince hat sich dazu aber nie öffentlich geäußert. Der Liedtext zu Wasted Kisses schildert die Sichtweise eines Mannes, der seine Freundin umgebracht hat.

## Titelliste und Veröffentlichungen
| 1                            | Newpower Soul                | 5:01 |
| 2                            | Mad Sex                      | 5:13 |
| 3                            | Until U’re in My Arms Again  | 4:47 |
| 4                            | When U Love Somebody         | 5:56 |
| 5                            | Shoo-Bed-Ooh                 | 3:24 |
| 6                            | Push It Up                   | 5:29 |
| 7                            | Freaks on This Side          | 5:42 |
| 8                            | Come On                      | 5:59 |
| 9                            | The One                      | 7:04 |
| 10                           | (Eye Like) Funky Music       | 4:31 |
| 49                           | Wasted Kisses (Hidden Track) | 2:59 |
| Spieldauer: 60:00 min.       |                              |      |
| Autor aller Songs ist Prince |                              |      |

- Die Verwendung des englischen Pronomens „I“ („Ich“) stilisierte Prince seit 1988 in fast allen Songs als „Augen-Symbol“.

Newpower Soul wurde weltweit am 30. Juni 1998 veröffentlicht. Das Album erschien auf CD und MC, später auch als Download. Zudem wurde es im Januar 1999 in Kombination mit den beiden Alben Come 2 My House von Chaka Khan und GCS 2000 von Graham Central Station als sogenanntes NewPowerPak herausgebracht, das aber nur über Prince’ damaliger Webseite 1-800-New-Funk.com käuflich zu erwerben war.
Die ersten CD-Ausgaben von Newpower Soul enthalten auf der Rückseite des Albumcovers einen Druckfehler; der Song Shoo-Bed-Ooh ist korrekterweise als Track „5“ aufgelistet, das nächste Stück Push It Up jedoch als Track „7“, sodass die folgenden Songs um jeweils eine Zahl nach hinten verschoben worden sind und mit (Eye Like) Funky Music als Track „11“ enden. Die Druckfehler wurden in späteren CD-Ausgaben behoben. Ferner ist Push It Up auf der Cover-Rückseite als Push It Up!, also mit einem Ausrufezeichen versehen. Doch auf der CD selbst und im Booklet ist genanntes Ausrufezeichen nicht abgedruckt.
Wasted Kisses ist als Hidden Track erst als Titel #49 zu hören. Von Track 11 bis 47 sind Pausen von jeweils vier Sekunden vorhanden, Track 48 besitzt jedoch eine Pause von 43 Sekunden. In einigen Massenmedien wird als Interpret von Newpower Soul fälschlicherweise „Prince“ angegeben und nicht The New Power Generation.

### Singles

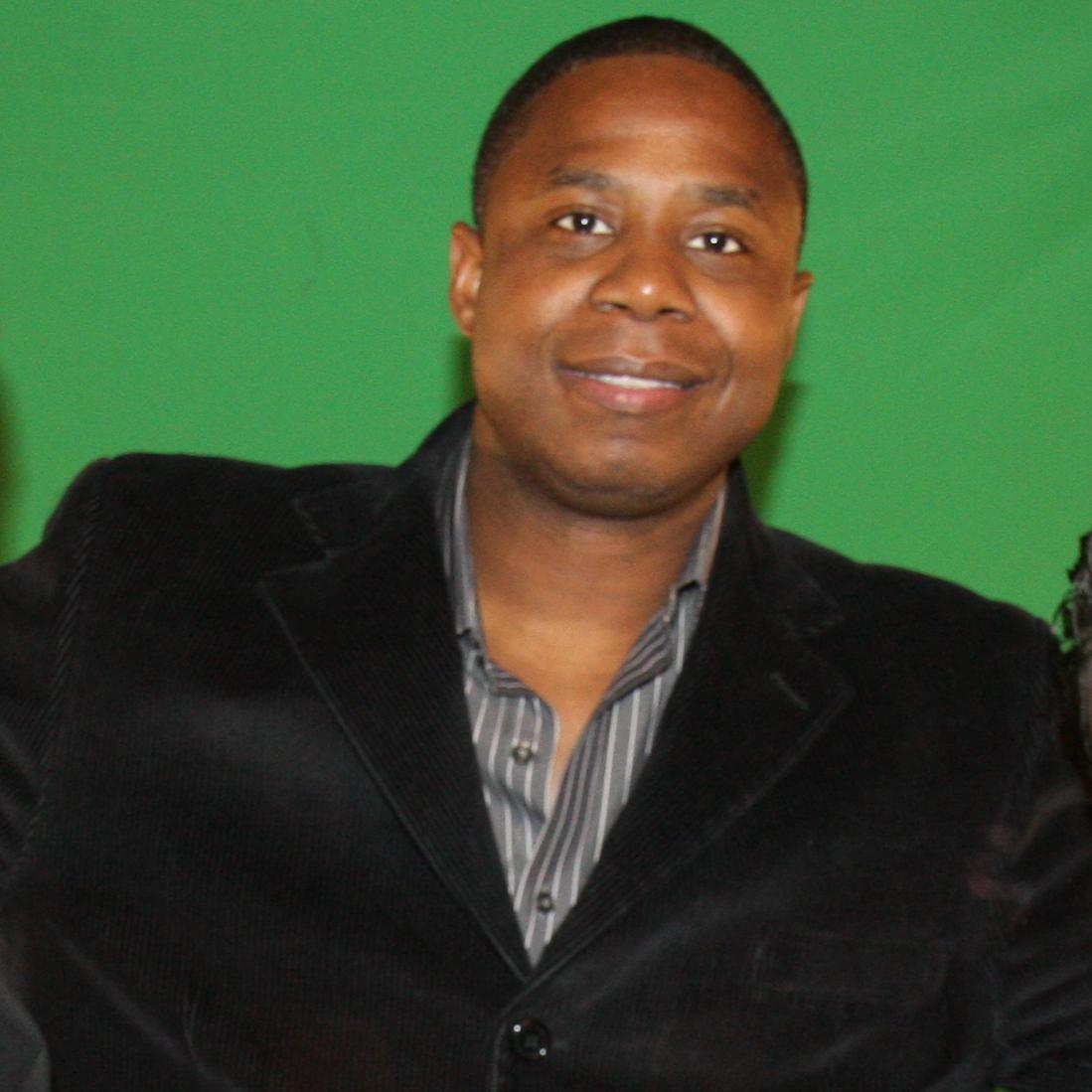
Doug E. Fresh, 2008

Am 20. Februar 1998 kündigte Prince auf seiner damaligen Webseite Love4OneAnother.com an, als Vorabsingles entweder Newpower Soul, Mad Sex oder Push It Up vom Album auskoppeln zu wollen. Letztendlich entschied er sich aber für Come On.
Bereits am 13. April 1998 wurde The One als Promo-CD-Single in einer auf 4:33 Minuten verkürzten Version veröffentlicht. Auf dem Rückcover der CD-Single steht als Veröffentlichungsdatum für Newpower Soul der 15. Mai 1998. Warum das Album zu dem genannten Zeitpunkt nicht erschien, ist nicht bekannt. Des Weiteren ist Werbung für die Alben Come 2 My House von Chaka Khan und GCS 2000 von Larry Graham and Graham Central Station auf dem Rückcover zu lesen. In Brasilien erschien The One als 2-Track-Promo-CD-Single, wobei als zweites Stück aber Mad Sex zu hören ist, obwohl dieser als The One (Album Version) aufgelistet ist.
Come On ist die einzige Singleauskopplung vom Album und wurde am 16. Oktober 1998 in Europa veröffentlicht, in Großbritannien erst am 9. November 1998. Come On ist nur als Maxi-Single erhältlich, die sowohl als CD als auch auf Schallplatte erschien. Auf der Maxi-Single sind verschiedene Remixe enthalten, die von Prince, Doug E. Fresh und Kirk Johnson – damaliger Schlagzeuger von The New Power Generation – gestaltet wurden. Zudem ist auch eine Remix-Version von The One auf der Maxi-Single zu hören.

### Musikvideos
Prince produzierte mit The One und Come On zwei Musikvideos zu Songs vom Album Newpower Soul. Das Video zu The One wurde am 7. Juni 1998, sein 40. Geburtstag, in Los Angeles in Kalifornien gedreht und Regisseurin war seine damalige Ehefrau Mayte Garcia. The One besteht aus zwei Handlungen und beginnt im Jahr 1921 als Stummfilm in Schwarzweiß mit Zwischentiteln. Prince spielt einen Vagabunden, der an den Film The Kid (1921) von und mit Charlie Chaplin erinnert, und macht vor einer alten Baracke Pause. Seine Trinkflasche ist leer und er schaut durch ein Fenster in die Baracke, in der Mayte Garcia mit ihrer Mutter, dargestellt von Rita Moreno, wohnt. Er beobachtet, wie die beiden streiten und Garcia von ihrer Mutter herumkommandiert wird; sie soll ihr etwas zu trinken bringen und das Zimmer aufräumen. Garcia ist verzweifelt, hadert mit dem Schicksal und ist der Meinung: „Niemand wird mich jemals lieben“, worauf ihre Mutter entgegnet: „Echte Liebe gibt es nur in Märchenbüchern“. Als Garcia schließlich allein im Zimmer ist, entdeckt sie ein Buch, das ihre Mutter absichtlich hatte liegen lassen. Garcia öffnet dieses Buch und als auf der ersten Seite mit dem Kapitel „The Beginning“ eine ihrer Tränen tropft, wird sie in die bunte Geschichte des Buches versetzt und der zweite Teil der Handlung vom Musikvideo beginnt. Dieser wurde in einem Studio in Los Angeles gedreht und das Video ist ab jetzt in Farbe. Garcia sieht im Buch einen Harem, in dem schöne Odalisken tanzen und versuchen, Prince, der sich nun als Popstar selbst spielt, zu verführen, was er aber verweigert. Am Schluss umarmen sich Prince und Garcia und die beiden sind eins. The One ist das letzte Prince-Musikvideo, in dem Garcia mitwirkt. The New Power Generation tritt im Video nicht auf.

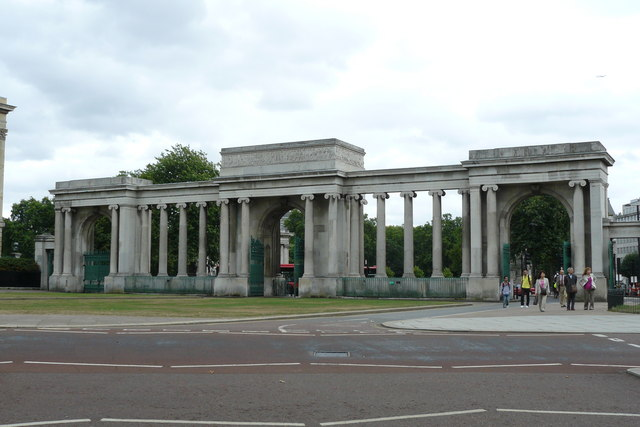
Der „Grand Entrance“ vom Hyde Park, wo das Musikvideo zu Come On gedreht wurde

 Über den Inhalt des Musikvideos sagte Prince am 1. Juli 1998 in der US-Nachrichtensendung Good Morning America, er und Garcia wollten „zu der Vorstellung des Garten Eden zurückkehren“. Dort habe es die „eine Idee“ gegeben, „anstatt zehn Frauen zu haben und zu denken, dass dieses zum Reichtum gleichwertig ist, haben wir uns auf die eine Idee konzentriert, um zu sehen, ob uns das einen persönlichen Himmel bringen“ könne.
Das Musikvideo zu Come On wurde am 28. August 1998 im Londoner Hyde Park gedreht. „Wir hatten keine Drehgenehmigung und filmten mit einer Art Camcorder. Es sollte schrottig und selbstgemacht aussehen“, sagte die damalige Prince’ Mitarbeiterin Jacqui Thompson nach seinem Tod im Jahr 2016. Prince wird in einer Stretch-Limousine vom Typ Saab 9-5 zum Eingang „Grand Entrance“ des Hyde Park chauffiert und ist als alter Mann verkleidet; er trägt eine Tellermütze, einen angeklebten grauen Bart sowie eine Brille. Bei der Ankunft öffnet er das Fenster und macht eine abfällige Geste gegenüber Passanten. Er steigt aus der Stretch-Limousine aus und geht mit einem Spazierstock und umgehängter Gitarre als Straßenmusiker in den Hyde Park. Zum Teil bepöbelt er vorbeigehende Passanten, die von seinen damaligen Bandmitgliedern dargestellt werden, und verscheucht diese. Als jedoch ein Ehepaar vorbeikommt, gespielt von Larry Graham und seiner Ehefrau Tina, zeigen sie Prince eine Bibel und geben ihm eine Broschüre der Zeugen Jehovas mit Namen „Life in a Peaceful New World“, die er freudig und mit Handkuss entgegennimmt. Am Ende steigt Prince wieder in die Saab-Limousine ein, lässt abermals das Fenster herunter, macht erneut eine abfällige Geste gegenüber Passanten und wird weggefahren. Am Schluss des Videos ist noch eine Unterhaltung zwischen ihm als alter Mann und mit zwei jungen Frauen, dargestellt von seiner späteren Ehefrau Manuela Testolini (* 19. September 1976) und einer Freundin, zu sehen. Prince möchte beide verführen und sagt folgendes: „Ich kann euch nicht hören. Warum nehmt ihr keinen alten Mann mit? Ihr mögt keine alten Männer? Hey, ich hab’ die Butter für eure Muffins, Schätzchen. Ich bin nur zu alt, um das Messer festzuhalten!“ („I can’t hear u. why don’t u take an old man with u? u don’t like old men? hey, I got the butta 4 ya muffin, honey. i’m just 2 old 2 hold the knife!“). Die Antworten der beiden lachenden Frauen sind jedoch nicht zu verstehen. Für Testolini ist es der einzige Auftritt in einem Prince-Musikvideo. Ferner ist auch Chaka Khan im Video kurz zu sehen.
Abgesehen von den Szenen im Hyde Park sind im Musikvideo Footage von einer Aftershow im Londoner Musikklub Café de Paris zu sehen, die Prince mit The New Power Generation in der Nacht auf den 28. August 1998 absolvierte, tagsüber wurde dann das Musikvideo gedreht. Die Sequenzen, die Prince mit Backgroundsängerin Marva King in einem Studio singt, sind vermutlich Anfang September 1998 aufgenommen worden. Abgesehen vom Refrain ist der Liedtext von Come On permanent am unteren Bildrand des Videos zu lesen.

### Coverversionen
Lediglich zwei Coverversionen von Songs des Albums Newpower Soul sind bekannt; Freaks on This Side nahm The Loudmouf Choir neu auf und The One coverte das Kringkastingsorkesteret (abgekürzt KORK und auch als „Norwegian Radio Orchestra“ bekannt) feat. Jarle Bernhoft. Beide Versionen stammen von der auf 5.000 Stück limitierten 5-CD-Box Shockadelica: 50th Anniversary Tribute to the Artist Known as Prince, die am 2. Juni 2008 von der norwegischen Plattenfirma C+C Records veröffentlicht wurde. Prince reichte jedoch eine Klage gegen die Plattenfirma ein und die CD-Box musste vom Markt genommen werden. Anlässlich seines 50. Geburtstag am 7. Juni 2008 hatten verschiedene Interpreten aus Norwegen 81 Versionen zu 68 Songs von ihm aufgenommen.

## Mitwirkende

### Musiker
Alle Songs wurden von Prince arrangiert, komponiert, produziert und vorgetragen. Zudem spielte er alle Musikinstrumente selbst ein, wobei folgende Personen die Aufnahmen ergänzten:
- Chaka Khan – Backing Vocals in Come On; Gesang in Push It Up (Uncredited)
- Clark Gayton – zusätzliche Hörner in When U Love Somebody
- DJ Brother Jules (* 1971; † 2021) – Scratchen in Mad Sex, Push It Up
- Doug E. Fresh – Rap in (Eye Like) Funky Music, Push It Up (Uncredited)
- Hornheads – Baritonsaxophon, Posaune, Tenorsaxophon, Trompete in (Eye Like) Funky Music, Freaks on This Side, Mad Sex, Newpower Soul
- Kathleen Dyson (als „Kat Dyson“) – Bottleneck-Akustische Gitarre in Come On
- Kim Berry – Backing Vocals in Freaks on This Side (Uncredited)
- Kirk Johnson (als „KAJ“) – Schlagzeug
- Larry Graham – Co-Leadgesang Push It Up (Uncredited)
- Marva King – Backing Vocals in Push It Up
- Mike Scott (als „Rev. Scott“) – Rhythmusgitarrist
- Morris Hayes – Backing Vocals; Keyboard
- Pierre Baptiste – zusätzliche Hörner in When U Love Somebody
- Rhonda Smith – E-Bass; Fretless akustischer Bass in The One
- The NPG Orchestra – Orchester in The One, Until U’re in My Arms Again
- Wayne Du Maine – zusätzliche Hörner in When U Love Somebody

### Technisches Personal
- Prince – Fotografie, Toningenieur
- Arne Frager – Toningenieur von The NPG Orchester in The One, Until U’re in My Arms Again
- Brett Swain – Toningenieur-Assistenz von The NPG Orchester in The One, Until U’re in My Arms Again
- Brian Gardner – Mastering
- Clare Fischer – Arrangements und Dirigieren von The NPG Orchestra in The One, Until U’re in My Arms Again
- Debbie McGuan – Albumdesign
- Fred Harrington – zusätzlicher Toningenieur in Come On
- Hans-Martin Buff – Toningenieur
- Kirk Johnson (als „KAJ“) – Schlagzeug- und Synthesizer-Programming
- Steve Parke – Albumdesign, Artwork, Fotografie

## Tournee
Prince absolvierte mit The New Power Generation zwei Tourneen zum Album Newpower Soul. Bereits zwei Monate vor der Veröffentlichung des Albums ging er in den USA mit der New-Power-Soul-Tour auf Tournee, die am 20. April 1998 im The Capital Ballroom (heute als Nation bekannt) in Washington, D.C. begann und am 1. Juni 1998 im Indiana Convention Center in Indianapolis in Indiana endete. Er gab insgesamt acht Konzerte und Musikkritiker bewerteten die Tournee zum Teil sehr positiv.
Der europäische Teil begann am 8. August 1998 im Plaza de Toros de Marbella in Marbella und endete am 28. August 1998 in der Brixton Academy in London. Die Nachfrage für die Eintrittskarten der insgesamt neun Konzerte war zum Teil gering und einige Konzerte waren nicht annähernd ausverkauft. Musikkritiker bewerteten die Europatournee aber ähnlich positiv wie die US-Tournee, bemängelten jedoch, dass Prince einige Songs nur angespielt habe und nicht in der vollständigen Version zu hören waren. Ferner rügten einige Kritiker, im Vergleich zu früheren Prince-Tourneen, habe die New-Power-Soul-Tour einer Low-Budget-Produktion geglichen.
The New Power Generation bestand während der Tournee aus den folgenden fünf Mitgliedern:
- Kirk Johnson – Backing Vocals, Schlagzeug
- Marva King – Backing Vocals
- Mike Scott – Backing Vocals, Rhythmusgitarrist
- Morris Hayes – Backing Vocals, Keyboard
- Rhonda Smith – Backing Vocals, E-Bass

Gitarristen Kathleen Dyson, die bei den Albumaufnahmen von Newpower Soul mitwirkte, verließ The New Power Generation Anfang des Jahres 1998.
Unter dem Motto New-Power-Soul-Festival-Tour ging Prince mit The New Power Generation vom 23. September 1998 bis 24. Oktober 1998 in den USA erneut auf Tournee, musste diese aber für drei Wochen unterbrechen und einige Konzerte absagen, da er bei dem Konzert am 26. September 1998 in Atlantic City in New Jersey stolperte und sich eine Außenbandruptur des oberen Sprunggelenkes zuzog. Letztendlich absolvierte Prince nur sechs Konzerte.
Der europäische Teil der New-Power-Soul-Festival-Tour begann am 15. Dezember 1998 im Pavilhão Atlântico in Lissabon und endete am 28. Dezember 1998 im Flanders Expo in Gent. Prince gab insgesamt neun Konzerte und als Gastmusiker traten Candy Dulfer, Chaka Khan und Doug E. Fresh bei einigen Konzerten auf. Als Vorgruppe spielte Larry Graham, wobei Prince ihn als Bandmitglied entweder am Bass, Gitarre oder Keyboard unterstützte.

## Aftershows

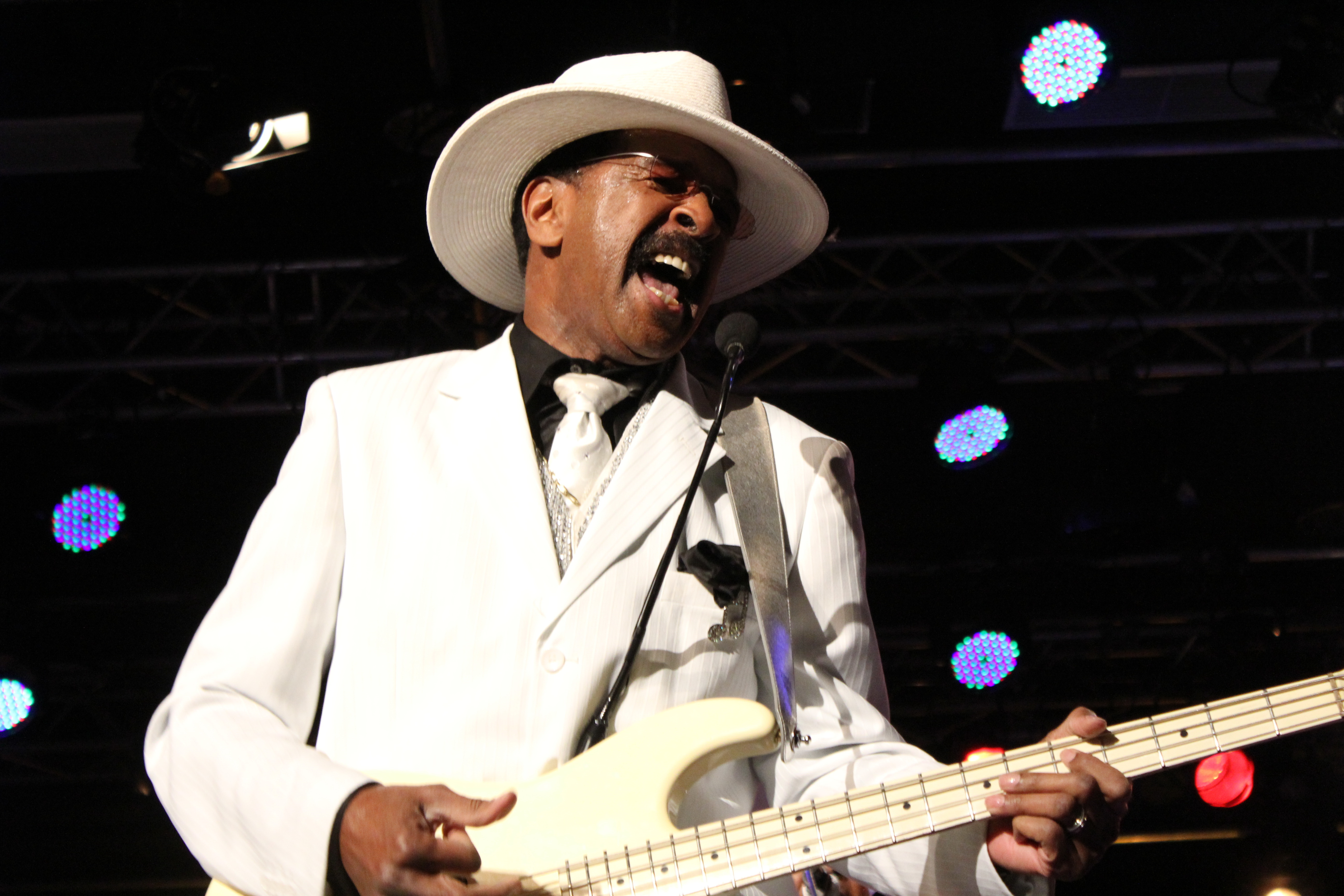
Larry Graham, 2013

Ab dem Jahr 1986 spielte Prince nach dem Hauptkonzert gelegentlich eine Aftershow, also ein weiteres Konzert nach Mitternacht. Seine Aftershows fanden in kleineren Musikclubs vor meist 300 bis 1.500 Zuschauern statt und Prince verzichtete auf die aufwendigen Bühnenshows, Choreografien und Lightshows seiner Hauptkonzerte. Zudem gestaltete er die Songauswahl anders und verzichtete oftmals auf seine Top-Ten-Hits. Höhepunkte mancher Aftershows waren Gastauftritte bekannter Musiker.
Im August 1998 spielte Prince bei fünf der neun Konzerte vom europäischen Teil der New-Power-Soul-Tour eine Aftershow, wobei immer Larry Graham als Gastmusiker auftrat und meist auch Trompeterin Cynthia Robinson (* 12. Januar 1944; † 23. November 2015) und Saxofonist Jerry Martini (* 1. Oktober 1942) – ehemalige Bandmitglieder von Sly & the Family Stone. Die letzte Aftershow am 28. August im Café de Paris in London wurde gefilmt und von Prince am 24. August 1999 unter dem Titel Beautiful Strange auf VHS veröffentlicht. Abgesehen von Graham, Martini und Robinson wirkten bei dieser Aftershow auch Chaka Khan und Doug E. Fresh als musikalische Gäste mit.
Bei dem US-amerikanischen Teil der New-Power-Soul-Festival-Tour spielte Prince bei zwei der sechs Konzerte eine Aftershow, wobei am 26. September 1998 im Nachtclub Tramps in New York City erneut Chaka Khan, Doug E. Fresh und Jerry Martini als Gastmusiker auftraten. Am 18. Oktober 1998 im Slim’s in San Francisco in Kalifornien war Rosie Gaines als musikalischer Gast anwesend.
Im Dezember 1998 gab Prince bei drei von neun Konzerten Aftershows. Dabei traten am 24. Dezember im Tivoli in Utrecht Candy Dulfer und ihr Vater Hans Dulfer sowie Cynthia Robinson, Jerry Martini und Lenny Kravitz auf. Am 28. Dezember 1998 in der Live Music Hall in Köln wirkten Candy Dulfer, Robinson und Martini mit. Nachdem Prince den ersten Song Days of Wild für ungefähr zehn Minuten gespielt hatte, brach er die Aftershow plötzlich ab und sagte: „Hört auf, komische Zigaretten zu rauchen! Macht sie aus und wir kommen wieder. Wir hauen ab. Wenn ihr nicht aufhört, kommen wir nicht zurück. Ich rauche nicht... wir brauchen nicht beide zu sterben!“ Dann verließ er mit The New Power Generation die Bühne, weil er sich von Zuschauern gestört fühlte, die nahe der Bühne Marihuana geraucht hatten. Dulfer hielt daraufhin eine kleine Rede auf Deutsch und bat das Publikum, nicht mehr zu rauchen, worauf Prince zurückkam und letztendlich für zwei Stunden spielte.

## Rezensionen
| Professionelle Bewertungen      | Professionelle Bewertungen                                          |
| ------------------------------- | ------------------------------------------------------------------- |
| Kritiken                        |                                                                     |
| Quelle                          | Bewertung                                                           |
| AllMusic                        | Sternsymbol · Sternsymbol · Sternsymbol · Sternsymbol · Sternsymbol |
| Q                               | Sternsymbol · Sternsymbol · Sternsymbol · Sternsymbol · Sternsymbol |
| Rolling Stone (USA)             | Sternsymbol · Sternsymbol · Sternsymbol · Sternsymbol · Sternsymbol |
| USA Today                       | Sternsymbol · Sternsymbol · Sternsymbol · Sternsymbol               |
| Wilson & Alroy’s Record Reviews | Sternsymbol · Sternsymbol · Sternsymbol · Sternsymbol · Sternsymbol |

Musikkritiker bewerteten Newpower Soul überwiegend negativ und beanstandeten, das Album sei ideenlos und beinhalte nichts, was Prince nicht bereits produziert habe. Zudem könne er keine Hits mehr schreiben, worauf er folgendes entgegnete: „Nun, das haben die Kritiker auch vor The Most Beautiful Girl in the World [1994] gesagt“ und auch nach der Veröffentlichung von Purple Rain (1984) habe er „anschließend zehn Hits“ gehabt. Lovesexy (1988) sei kommerziell angeblich auch erfolglos gewesen, stellte er ironisch fest.
Edna Gundersen von USA Today zeigte sich begeistert und vergab mit drei von vier Sternen fast die Höchstanzahl. Das Album sei „voller Party-Jams und schmachtender Balladen“. Prince liefere „wie immer einen unverfälschten Klang, reiche R&B-Texturen und spektakulären Gesang“ ab. Zwar habe er keine „so mitreißende Songs“ wie Let’s Go Crazy (1984) oder Kiss (1986) kreiert, aber er halte „die Party mit süchtig machenden Grooves am Kochen“. Die beiden Stücke (Eye Like) Funky Music und Push It Up seien „ein wahres Feuerwerk für die Tanzfläche“, ebenso wie „das fetzige“ When U Love Somebody und „das fiese Mad Sex mit Klavierbegleitung“. Stimmlich treffe Prince „alle hohen Töne bei den Bettgeflüster-Nummern“ und liefere „einen muskulösen Tenor bei den härteren Stücken“, aber als Rapper überzeuge er nur bedingt. Auf diesen zehn Songs, „plus einer feinen Ballade als Bonustrack“, wirke Prince „verspielt, selbstbewusst und zufrieden“. Doch in seiner Kreativität wirke er „leider nicht besonders ehrgeizig“.
David Sheppard von der britischen Unterhaltungszeitschrift Q verteilte drei von fünf Sternen. Das Bläserarrangement in Freaks on This Side sei eines Neal Hefti „würdig“, zudem besitze der Song, genau wie Push It Up, einen „Dampfhammer-Rhythmus“. Come On enthalte „einige herrlich elastische Gitarren-Chips und kontrastierend kitschige Streicher-Synthesizer“; Sheppard beschrieb das Stück als „entspannten Cousin“ von Gett Off aus Prince’ Album Diamonds and Pearls von 1991. Eine „weitere Abwechslung“ biete die Ballade The One, „auch wenn ihre aufgesetzte Fadheit kaum ein Grund zum Feiern“ sei. „Viel besser“ sei dagegen (Eye Like) Funky Music, trotz des „nicht ganz so bahnbrechenden“ Titelnamens. Mad Sex sei aber „letztendlich ein langweiliger Funk-Jam“ und Shoo-Bed-Ooh beginne zwar „vielversprechend“, ende jedoch „in einem unbekümmerten Refrain“, über den The Real Thing „vielleicht zweimal nachgedacht“ hätten. Letztendlich gebe es in Prince’ Musik „keine Veränderung“, weswegen sich Sheppard beim „nächstes Mal mehr Kunstfertigkeit“ wünschte.
Rob Sheffield vom US-Musikmagazin Rolling Stone war enttäuscht und verteilte zweieinhalb von fünf Sternen. Er lobte nur die beiden Songs Mad Sex und die „stimmungsvolle dreiminütige Ballade“ Wasted Kisses. Die restlichen Stücke seien „Eintagsfliegen“ und die Musiker „klingen gelangweilt“; Prince habe „offensichtlich weder mit den Songs noch mit den Aufnahmen viel Zeit vergeudet“, mutmaßte Sheffield. Newpower Soul recycle sowohl „den schwerfälligen“ Hip-Hop als auch „die eingefahrenen Jams“. In seiner eigenen Musik sei Prince „nur einer von vielen“ und andere Künstler wie beispielsweise Maxwell machten „bessere Prince-Platten als er selbst“.
Stephen Thomas Erlewine von AllMusic war auch enttäuscht und verteilte zwei von fünf Sternen. Newpower Soul sei zwar „ein straffes, fokussiertes Album, gefüllt mit energiegeladenen Funk-Workouts und stilvollen, verführerischen Balladen“. Zudem herrsche „kein Mangel an gut ausgearbeiteten Songs“. Doch „das Problem ist nur“, kein Track rage heraus und mache sich bemerkbar. Das Album zementiere die Entwicklung von Prince „vom Wegbereiter zum Handwerker“. Sein „Handwerk hat durchaus seine Reize“, aber um diese zu erkennen, müsse man „schon ein überzeugter Fan sein“, schrieb Erlewine.
Die Musikkritiker David Wilson und John Alroy waren sogar sehr enttäuscht und gaben nur eineinhalb von fünf Sternen. „Der Möchtegern Party-Funk“ sei „erschreckend schwach“ und enthielten „nervtötende mechanische Beats“. Die Balladen hätten „erstaunlich klischeehafte Texte“ und würden Diane Warren in Verlegenheit bringen. „Erschwerend“ komme hinzu, dass sich „fast jeder Titel endlos“ wiederhole. Zwar existierten, „wie immer“ in Prince’ Musik „ein paar brillante Momente“, wie das „manische Ausklingen“ in When U Love Somebody und der Falsettgesang in „dem schwülstigen“ The One, aber „im Großen und Ganzen“ werde man „nicht bereuen“, auf Newpower Soul verzichtet zu haben.

## Kommerzieller Erfolg

### Chartplatzierungen
| ChartsChartplatzierungen       | Höchstplatzierung | Wochen |
| ------------------------------ | ----------------- | ------ |
| Deutschland (GfK)              | 34 (6 Wo.)        | 6      |
| Österreich (Ö3)                | 24 (8 Wo.)        | 8      |
| Schweiz (IFPI)                 | 22 (11 Wo.)       | 11     |
| Vereinigtes Königreich (OCC)   | 38 (3 Wo.)        | 3      |
| Vereinigte Staaten (Billboard) | 22 (8 Wo.)        | 8      |

Die Singleauskopplung Come On war international wenig erfolgreich und erreichte im Vereinigten Königreich nur Platz 65 als Höchstplatzierung, weitere Chartplatzierungen sind nicht bekannt.

### Musikverkäufe
Newpower Soul wurde weltweit in etwa 500.000 Mal verkauft, davon wurden 214.000 Exemplare in den Vereinigten Staaten abgesetzt. Auszeichnungen für Gold- oder Platinstatus sind nicht bekannt.